# Brandon Horvath
Brandon Horvath (West River, Maryland; 3 de abril de 1999) es un baloncestista estadounidense que pertenece a la plantilla del equipo alemán del Bamberg Baskets de la Basketball Bundesliga. Con 2,08 metros de estatura, juega en la posición de ala-pívot.

## Trayectoria deportiva

### Universidad
Jugó cuatro temporadas con los Retrievers de la Universidad de Maryland, Condado de Baltimore, en las que promedió 8,7 puntos, 5,2 rebotes y 1,0 asistencias por partido. En su última temporada fue incluido en el mejor quinteto de la America East Conference.
Tras esos cuatro años, jugó una quinta temporada como graduado con los Aggies de la Universidad Estatal de Utah, en la que promedió 13,9 puntos, 6,2 rebotes y 2,7 asistencias por partido, siendo incluido por los entrenadores en el tercer mejor quinteto de la Mountain West Conference.

#### Estadísticas
| Año     | Equipo     | PJ  | PT | MPP  | %TC  | %3P  | %TL  | RPP  | APP  | ROB  | TPP  | PPP   |
| ------- | ---------- | --- | -- | ---- | ---- | ---- | ---- | ---- | ---- | ---- | ---- | ----- |
| 2017-18 | UMBC       | 31  | 3  | 10,0 | 43,2 | 29,1 | 40,7 | 2,06 | 0,39 | 0,26 | 0,16 | 3,32  |
| 2018-19 | UMBC       | 30  | 2  | 23,0 | 42,1 | 28,6 | 68,0 | 4,40 | 0,97 | 0,83 | 0,37 | 9,10  |
| 2019-20 | UMBC       | 33  | 30 | 29,8 | 48,5 | 36,8 | 62,4 | 6,70 | 0,97 | 0,94 | 0,45 | 10,97 |
| 2020-21 | UMBC       | 19  | 19 | 34,0 | 47,5 | 30,0 | 70,0 | 8,74 | 1,95 | 0,63 | 0,37 | 13,05 |
| 2021-22 | Utah State | 33  | 33 | 30,9 | 52,5 | 32,7 | 60,2 | 6,58 | 2,70 | 0,58 | 0,52 | 14,18 |
| Total   | Total      | 147 | 88 | 25.1 | .478 | .318 | .628 | 5.5  | 1.4  | .6   | .4   | 9.9   |

### Profesional
Tras no ser elegido en el Draft de la NBA de 2022, el 1 de agosto firmó su primer contrato profesional con el Saint-Quentin Basket-Ball de la Pro B, la segunda división francesa. Acabó la temporada promediando 8,2 puntos y 4,4 rebotes por partido, logrando además la primera posición del campeonato y el ascenso a la Pro A. Tras el ascenso, el club decidió reducir su plantilla y dejó marchar a Horvath en junio de 2023.
El 30 de junio de 2023 firmó por una temporada con el Brussels Basketball de la Liga BNXT.
El 11 de julio de 2024 fichó por el Bamberg Baskets de la Basketball Bundesliga alemana.